# 1984 (фільм, 1984)
«1984» (англ. Nineteen Eighty-Four) — британський фільм-антиутопія, драма режисера Майкла Редфорда. Заснований на романі Джорджа Орвелла з однойменною назвою. У ролях: Джон Герт, Річард Бертон, Сюзанна Гамільтон, Сиріл К'юсак. Фільм розповідає про життя Вінстона Сміта в Океанії, в країні, керованій тоталітарною партією.

## Сюжет
Дія фільму розгортається в Лондоні — столиці третьої за величиною провінції однієї із трьох наддержав, із яких складається світ — Океанії.
Головний герой — Вінстон Сміт, член Зовнішньої партії, працює в невеликому офісі в Міністерстві правди, де займається переписуванням історії у відповідності з вимогами партії та її вищої фігури — Старшого Брата. Вінстон — людина, яку переслідують болісні спогади, неспокійні бажання змін та ненависть до партії та її ідеологій. Вінстон веде таємний щоденник, із яким ділиться своїми думками, тим самим створюючи докази свого думкозлочину — найтяжчого виду злочину, який може бути в Океанії.
Його життя різко змінюється, коли у ньому з‘являється дівчина на ім'я Джулія із своєю запискою, у якій вона зізнається у коханні Вінстонові. Після цього вони домовляються про свою першу зустріч, що відбувається у віддаленій сільській місцевості.
Незабаром, Вінстон знімає кімнату над антикварною лавкою у Пролетарському районі, де вони продовжують зустрічі. Джулія — чуттєва, волелюбна молода жінка , що іноді закуповує контрабандну їжу та одяг на чорному ринку, вирішує піти за Вінстоном куди завгодно і протягом кількох місяців вони таємно зустрічаються та насолоджуються життям у відносній свободі і достатку разом.
Одного дня, у Міністерстві до Вінстона підходить О'Браєн — високопосадовець, який, на думку Вінстона, поділяє його антипартійні погляди. О'Браєн запрошує Вінстона до себе, і Сміт приймає цю пропозицію. Під час їхньої зустрічі, О'Браєн дає Вінстонові заборонену книгу, що написана Іммануїлом Ґольдштейном — головним ворогом Партії і Вінстон у повній впевненості у своєму тріумфі прощається з О‘Браєном.
Під час чергової зустрічі із Джулією, до кімнати вривається зграя агентів Поліції думок на чолі із містером Чаррінґтоном — антикваром, у якого Вінстон і Джулія знімали квартиру, і їх заарештовують.
У Міністерстві Любові Вінстона піддають нещадним моральним та фізичним тортурам, а його головним катом стає О'Браєн, що зміг обдурити Сміта, але Вінстон не здається, все ще зберігаючи свої антипартійні погляди і не зрадивши почуття до Джулії. Одного разу його відводять до так званої «Кімнати-101», де його катують за допомогою найбільшого Смітового страху — зграї щурів. Відчувши пряму загрозу, Вінстона охоплює паніка і він зраджує Джулію, зрікшись її. Тепер він пройшов реабілітацію.
Вінстон повертається до кафе, де раніше бачив реабілітованих злочинців Джонса, Аронсона та Резерфорда (самі колись видатні, але потім опальні члени Внутрішньої партії). Одного дня до нього заходить Джулія із зізнанням у зреченні від Вінстона, адже її так само реабілітували, як і його, і від тієї Джулії, яку колись знав Сміт, залишилася лише порожня оболонка.
Почувши в новинах Океанії про оголошення розгрому армії супротивника з військами в Північній Африці, Вінстон дивиться на фотознімок Старшого Брата, який з'являється на телеекрані, потім відвертається і майже тихо каже «Я люблю тебе». Він таки вилікувався. Вінстон зміг полюбити партію і Старшого Брата.

## Ролі
| Актор            | Роль                                    |
| ---------------- | --------------------------------------- |
| Джон Герт        | Вінстон Сміт                            |
| Річард Бертон    | О'Браєн                                 |
| Сюзанна Гемілтон | Джулія                                  |
| Сиріл К'юсак     | містер Чаррінгтон                       |
| Грегор Фішер     | Парсонс                                 |
| Джеймс Вокер     | Сайм                                    |
| Андрій Вайльд    | Тіллотсон                               |
| Коріна Седдон    | місіс Сміт                              |
| Руперт Бадермен  | Вінстон Сміт молодий                    |
| Джон Босвол      | Емануїл Голдштайн                       |
| Філліс Логан     | телеекранний диктор голос               |
| Роджер Ллойд-Пак | офіціант                                |
| Флег Боб         | Старший Брат тільки нерухоме зображення |
| Ширлі Стелфокс   | 2.00$ повія                             |

## Нагороди
Фільм був визнаний найкращим британський фільмом року та отримав нагороду на Evening Standard British Film Awards. Він також виграв нагороду «Золотий тюльпан» на Стамбульському міжнародному кінофестивалі в 1985 році.